# 任德耀
任德耀（1918年8月3日—1998年12月13日），男，汉族，江苏扬州人，中国剧作家，中国戏剧家协会理事，中国儿童戏剧的开拓者，中国福利会儿童艺术剧院首任院长。